# Unterrichtsprinzipien
Unterrichtsprinzipien (auch: Didaktische Prinzipien oder Pädagogische Prinzipien) sind  allgemeine Grundsätze  zur Gestaltung von Erziehung und Unterricht. Als Regelsetzungen beanspruchen sie Gültigkeit für jedes organisierte Lehren und Lernen nach dem Erkenntnisstand der Zeit. Dabei ist zwischen weitestgehend anerkannten formalen und teilweise umstrittenen, inhaltlich ausgerichteten Prinzipien zu unterscheiden.

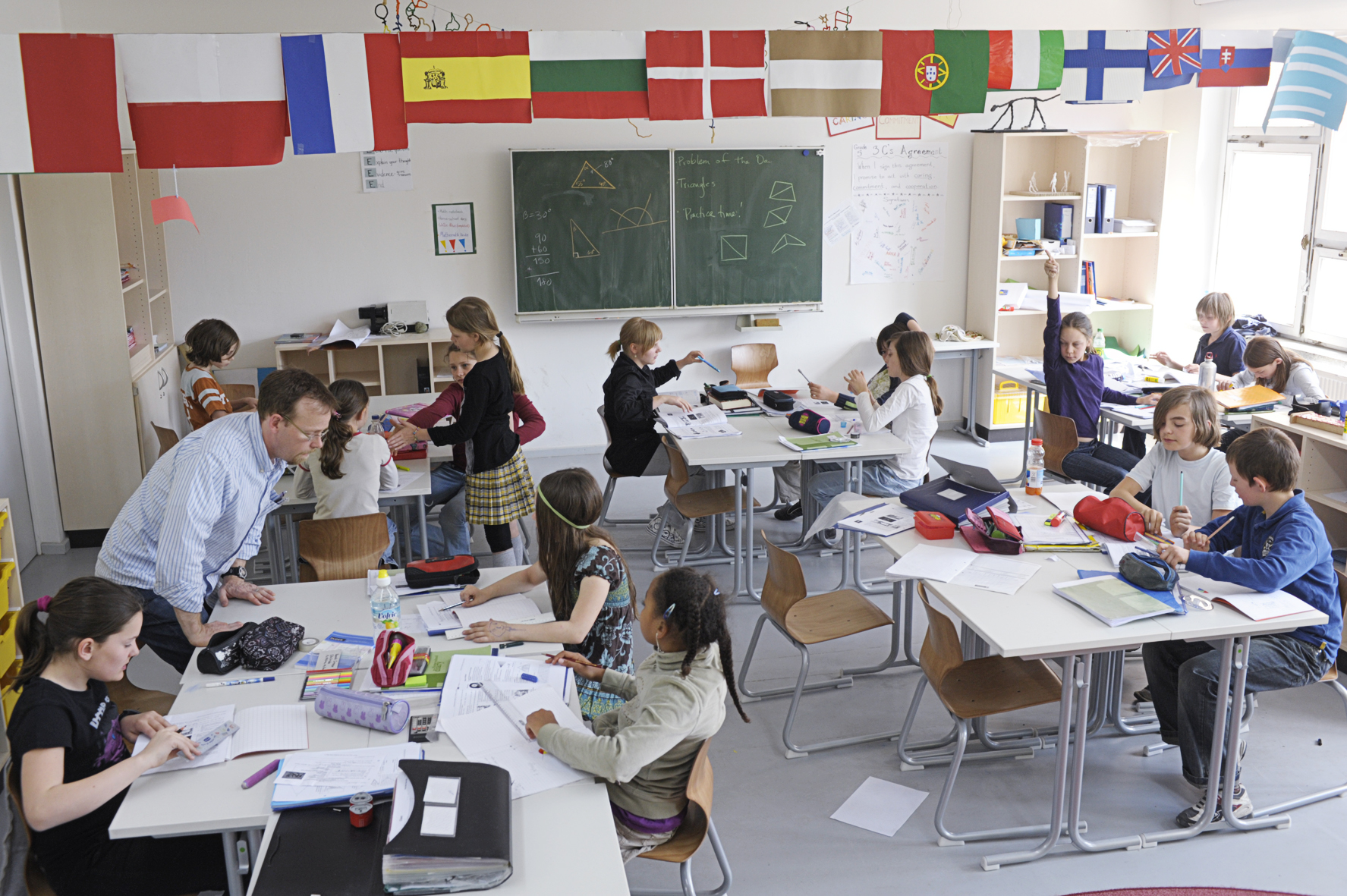
Unterricht in Deutschland (Berlin)

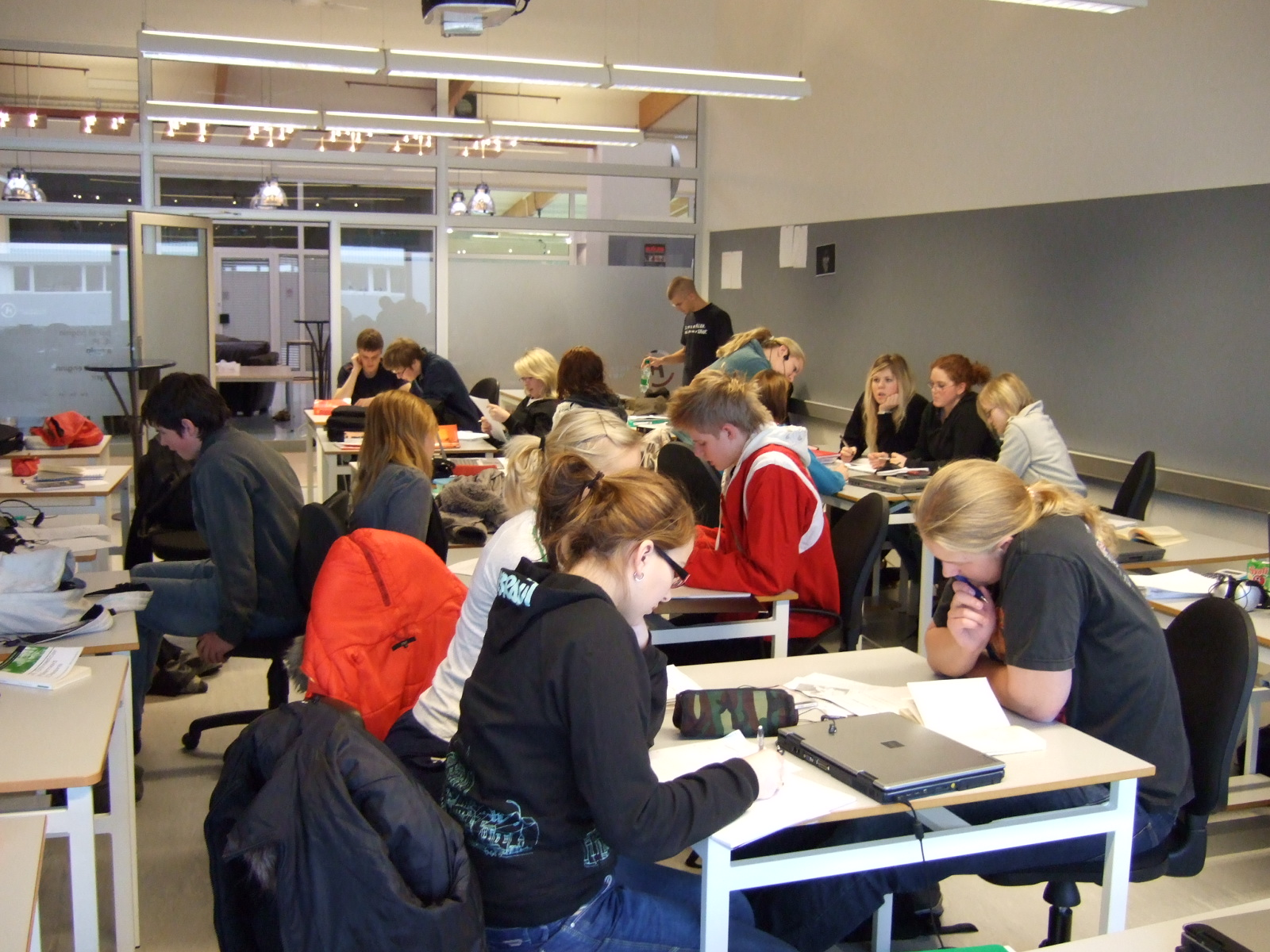
Unterricht in Island (Reykjavík)

## Begriff und Bedeutung
Wie der Begriff „Unterrichts-Prinzipien“ schon ausdrückt, handelt es sich um Grundsätze des Lehrens und Lernens, die für jegliches Unterrichten, unabhängig von einer Fächergliederung der Bildungsinhalte oder fächerübergreifender Erziehung, von Bedeutung sind. Sie gehören zum Basiswissen des wissenschaftlich ausgebildeten Lehrers aller Schulstufen und spielen entsprechend eine zentrale Rolle in der praktischen wie theoretischen Ausbildung der Lehramtsanwärter und ihren entsprechenden Qualifikationsnachweisen.
In der didaktischen Literatur finden sich, gleichbedeutend für den Fachausdruck „Unterrichtsprinzipien“, oft bei denselben Autoren, auch die Begriffe „Pädagogische Prinzipien“ oder „Didaktische Prinzipien“.
Die traditionellen „Theoriefächer“ Mathematik- oder Deutschunterricht sind bereits seit Jahrzehnten keine reinen „Sitzfächer“,  die als handlungsintensiv bekannten Fächer Technik- oder Sportunterricht schon längst keine reinen „Bewegungsfächer“ mehr.
Zeitgemäßer moderner Unterricht verbindet Theorie und Praxis, Handeln und Nachdenken, Individualisierung und Sozialisierung, Aktivität und Muße („Schule“ bedeutet griechisch ursprünglich „Muße“), Spiel und Ernst, Schonraumlernen und Realraumlernen, Lehrziele und Schülerinteresse in Form eines Mehrdimensionalen Lehrens und Lernens miteinander. Insofern haben viele ältere Prinzipien einer noch polarisierenden Didaktikdiskussion heute keine kontrastierende, sondern eine einander ergänzende Bedeutung. Moderner Unterricht vermeidet ideologische Einseitigkeiten und passt die allgemein gültigen Grundsätze flexibel den jeweiligen Zielsetzungen an. Das heißt, dass Unterrichtsprinzipien nicht auf bestimmte Fächer bezogen sind, dass ihre Anwendung vielmehr von curricularen Vorgaben, wechselnden Unterrichtszielen, unterschiedlichen methodischen Schwerpunktsetzungen, speziellen Bildungsabsichten, von der gewählten Thematik und vom Reifegrad und Entwicklungsstand der Lernenden abhängen und entsprechend flexibel zu handhaben sind. Es bedeutet, dass die Grundsätze nicht alle gleichzeitig zum Tragen kommen, sondern durch die verwendete Unterrichtsform (lehrerzentriertes oder projektorientiertes, fachliches oder interdisziplinäres Arbeiten etc.) bestimmt werden. Dies setzt didaktisch gut ausgebildete Lehrkräfte voraus, die das Spektrum didaktischer Möglichkeiten überschauen und professionell anzuwenden gelernt haben.

## Historisches
Johann Amos Comenius (1592–1670) gilt als Vater der modernen Didaktik. In seinem berühmten pädagogischen Standardwerk, der Didactica magna oder Großen Didaktik, verfasst in den Jahren 1627 bis 1638 und im Jahre 1657 erstmals veröffentlicht, formulierte Comenius bereits Grundsätze für den lehrenden Umgang mit Heranwachsenden, die weitestgehend bis in die heutige Unterrichtslehre Bestand haben:
- Lernen soll vor allem über das eigene Tun erfolgen.
- Lehren geschieht durch sinnliche und natürliche Veranschaulichung.
- Der Lehrer soll Dinge in der Natur nicht abstrakt vermitteln, sondern die Sache selbst zeigen.
- Der Anschauung ist Vorrang zu geben vor der sprachlichen Vermittlung.
- Das lebendige Beispiel und Vorbild muss vor Worten und Vorschriften rangieren.
- Neu Erlerntes ist durch Üben zu festigen.
- Es ist beim Gegenstand zu verweilen, bis dieser gänzlich begriffen ist.
- Der Lehrer weist den Weg, „auf dem sich alles leicht und sicher erreichen lässt.“
- Zur Verifizierung von Thesen sind Vergleichsbeispiele heranzuziehen.
- Es gilt, einen Lehrplan zu entwickeln und vom Leichten zum Schweren, vom Allgemeinen zum Speziellen vorzugehen.
- Der Muttersprache gilt Priorität vor einer Fremdsprache.

Nach Comenius haben sich im 18. Jahrhundert Philanthropen wie Basedow, Salzmann und GutsMuths sowie Pädagogen wie Pestalozzi schwerpunktmäßig mit dem Herausarbeiten eines kindgemäßen Lernbetriebs und entsprechender Regeln auseinandergesetzt.
Im 20. Jahrhundert befasste sich die Reformpädagogik erneut mit der Thematik. Die Ärztin und Kinderpädagogin Maria Montessori machte mit ihrem Unterrichtsprinzip „Vom Kinde aus“ die Persönlichkeit des Kindes zum Ausgangspunkt und Mittelpunkt des Unterrichtsgeschehens.

## Konsensgetragene didaktische Prinzipien
Die Sportwissenschaftlerin Annemarie Seybold-Brunnhuber hat in mehreren auflagenstarken Publikationen zwischen den 1950er und 1970er Jahren die wichtigsten Prinzipien der sich nach dem Zweiten Weltkrieg neu orientierenden Pädagogik gesammelt und für ihr Fach, das damals noch „Leibeserziehung“ hieß, aufgearbeitet. Sie wurden seither immer wieder aufgegriffen und modifiziert.
In einer neuerlichen Zusammenschau beschreibt der Didaktiker Siegbert A. Warwitz elf „Didaktische Prinzipien“, die er in der heutigen Didaktik als allgemein anerkannt sieht und auf denen ein zeitgemäßer Unterricht basieren sollte. Es handelt sich um auf die Gestaltung des Unterrichtsgeschehens bezogene formale Vorgaben, die einen Rahmen für das Lehren und Lernen nach den wissenschaftlichen Erkenntnissen der heutigen Unterrichtslehre abgeben. Dabei werden umstrittene inhaltliche oder ideologische Einseitigkeiten ausgeklammert:

### Prinzip der Alters- und Entwicklungsgerechtheit
Das Unterrichten von Kindern, Jugendlichen oder Erwachsenen erfordert unterschiedliche didaktische Maßnahmen. Der Lehrende muss sich in der Sprachgebung und Sprachgeschwindigkeit, in Mimik und Gestik, in Methodik und Unterrichtsorganisation auf die jeweiligen Adressaten einstellen. Das Unterrichten erfordert in Vorschule und Grundschule etwa ein höheres Maß an sinnenfälliger Anschauung, erlaubt mit den Lern- und Entwicklungsfortschritten in Gymnasium und Hochschule auch ein abstraktes, wissenschaftsbezogenes Lehren und Lernen, etwa in Vorlesungen, Seminaren und Praktika.
Das Prinzip der Alters- und Entwicklungsgerechtheit postuliert, dass die Lernenden auf ihrem jeweiligen Kompetenz- und Interessenniveau abgeholt werden müssen, um effektives Lernen zu ermöglichen.

### Prinzip der Ganzheit
Höhere Bildung unter wissenschaftlichen Ansprüchen folgt dem „Prinzip der Wissenschaftsorientierung“ und dem „Prinzip der Mehrperspektivität“. Dies hatte eine Aufgliederung der Wirklichkeit in sich spezialisierende Fächer und Disziplinen und einen Verlust der Ganzheit zur Folge, die sich nur in der Gesamtschau der Fächer wieder zusammenfügte. Diese zu leisten, ist jedoch nur sehr wenigen Lernenden gegeben. Zudem erfolgt das natürliche Lernen außerhalb der Schule nicht in künstlich gebildeten Kategorien und Disziplinen. Das Prinzip der Ganzheit soll dieser Zersplitterung des Weltbildes entgegenwirken.
Ganzheit oder Ganzheitlichkeit bedeutet im Gegensatz zum zufälligen Nebeneinander oder zur additiven Anhäufung von Lerninhalten eine urtümliche Geschlossenheit, aus der sich die Bedeutung der integrierten Bereiche ableitet und die sich durch einen unauflösbaren Wirkzusammenhang („Das Ganze ist immer mehr als die Summe seiner Teile“) auszeichnet.
Das Prinzip der Ganzheit bezieht sich aber auch auf die Person des Lernenden, der nicht nur mit seinem Intellekt lernt und als Mensch mit vielfältigen Anlagen und Interessen wahrgenommen werden soll. Bereits Pestalozzi forderte in seiner Idee der Elementarbildung die Beteiligung von „Kopf, Herz und Hand“, also die nicht isolierte Tätigkeit im kognitiven, emotionalen und praktischen Bereich. In der Form des Mehrdimensionalen Lernens  hat das Prinzip Ganzheit eine zeitgemäße Ausgestaltung gefunden.

### Prinzip der Anschaulichkeit
Das Prinzip Anschaulichkeit verdeutlicht, dass Lernen weniger auf abstrakter als auf bildhafter Ebene erfolgen sollte. Der Lerngegenstand soll für die Lernenden sinnlich fassbar werden. Von der Aufgabe des Lehrenden her gesehen wird daher auch vom „Prinzip der Veranschaulichung“ gesprochen.
Veranschaulichung heißt, den Unterrichtsstoff so darzubieten, dass die Schüler ihn mit Hilfe ihrer Sinnesorgane und entsprechend ihrer Auffassungsgabe aufnehmen können. Eine Anschauung liegt dann vor, wenn das Erkannte in seinen Details in sich schlüssig und als Ganzes den Vorerfahrungen zugeordnet werden kann. Vor allem junge Kinder sind auf Veranschaulichung angewiesen, denn sie steigert Lerneffektivität und Gedächtnishaftung.
In der Reformpädagogik wurde das Prinzip von vielen Seiten propagiert: Rousseau sprach von der „Erfahrung an den Dingen“, während Pestalozzi die „Anschauung als Bildungskraft“ einforderte.

### Prinzip der Vorbildwirkung
Schon Comenius räumte in seiner Didactica magna der Vorbildwirkung des Lehrers einen herausragenden Rang in der Erziehung ein. Dabei leitete ihn die Erkenntnis, dass das lebendige Beispiel mehr auslöst als viele Worte und Vorschriften. Umgekehrt konterkariert ein schlechtes Vorbild die wohlmeinenden Erziehungsratschläge des Erziehers und macht sie in den Augen des Zöglings unglaubwürdig. Da die Glaubwürdigkeit des Lehrers von großer Bedeutung für den Erziehungserfolg ist, müssen Worte und Taten, gefordertes und eigenes Verhalten des Lehrers, in Übereinstimmung gebracht werden.

### Prinzip der Strukturierung und Progression
Professionelles Unterrichten ist nicht verspielt und ergeht sich nicht in bloßer Beschäftigung, sondern arbeitet einer bestimmten Zielvorgabe zu. Die Didaktik spricht daher auch von dem „Prinzip der Zielorientierung“. Eine gut geplante Unterrichtsstunde hat einen sogenannten „Stundenaufbau“, der die Stoffvermittlung und das Lernverhalten methodisch und organisatorisch gliedert. Es besteht aus einem Einleitungs-, einem Haupt- und einem Schlussteil. Umfangreichere Unterrichtseinheiten benötigen eine Inhaltsstrukturierung und eine Ablaufstrukturierung, basierend auf einer vorausgehenden „Lernstrukturanalyse“.
Der anspruchsvolle, interdisziplinär angelegte Projektunterricht folgt einer sechsstufigen „Phasenstruktur“ von der Sondierungs- über die Motivations-, die Planungs-, die Vorbereitungs- und die Realisations- bis zur Rückbesinnungsphase.
Das Prinzip der Strukturierung und Progression bezieht sich in erster Linie auf die Auswahl der Inhalte und die Methodengestaltung. Bekannt ist es auch unter den Bezeichnungen „Prinzip der kleinen Schritte“, „Vom Einfachen zum Komplexen“ und „Vom Leichten zum Schwierigeren“.

### Prinzip der Wiederholung und Variation
Die erste Strukturbildung im Lernprozess garantiert noch keinen dauerhaften Erfolg. Der Lernerfolg soll aber über eine längere Zeit erhalten bleiben und das erworbene Wissen und Können gegen Vergessen und Verfall abgesichert werden. Hierzu dienen methodische Maßnahmen wie das Wiederholen, Variieren, Üben, Trainieren und Anwenden des Erlernten in der Praxis und der Transfer auf andere Bereiche. Dieses Kriterium eines guten Unterrichts findet sich bisweilen auch unter der Bezeichnung „Prinzip der Festigung“.

### Prinzip der Selbsttätigkeit
Das Unterrichtsprinzip Selbsttätigkeit, das sich in der Literatur auch unter der Bezeichnung Selbstorganisation oder (vom Lehrer aus gesehen) als „Prinzip der Motivierung“ oder „Prinzip der Aktivierung“ findet, zielt auf die Eigenaktivität des Lernenden entsprechend dem Leitgedanken der Montessoripädagogik „Hilf mir, es selbst zu tun“. Aktivierung oder Motivierung heißt, den Schüler anregen und ihm die Möglichkeit geben, im tätigen Umgang mit den Dingen Lernerfahrungen zu sammeln. Durch das Prinzip der Aktivierung wird versucht, beim Schüler Selbsttätigkeit (aus eigenem Anlass mit freigewählten Mitteln und sozialem Bezug auf ein Ziel hin) zu bewirken. Es wird hierbei gefordert, dass der Lehrer oder Erzieher offensichtliche Fehlversuche nicht vorzeitig beendet, sondern dem Schüler die Möglichkeit gibt, aus eigenem Handeln zu lernen. Dieses Prinzip gewann schon bei der Gestaltung der Projektarbeit durch John Dewey („Learning by Doing“) und Georg Kerschensteiner („Der Ursprung allen Denkens liegt im praktischen Tun“) an Bedeutung. Dem Lehrer fällt dabei die Aufgabe zu, das Interesse am Gegenstand sowie die Lern- und Leistungsbedürfnisse der Schüler zu wecken. Dem Schüler fällt die Aufgabe zu, von einem passiven Rezipienten zu einem aktiven Gestalter der eigenen Lernprozesse zu reifen.

### Prinzip der Sicherheit
Dieses Prinzip trägt der Schutzbedürftigkeit von Heranwachsenden Rechnung: Schule soll ein Schonraumlernen ermöglichen, das Experimentieren, Versuch und Irrtum zulässt, ohne dabei ernsthaften Schaden zu erlauben. Es bedeutet, Wagnis als wesentliches Element eines dynamischen Lernprozesses zuzulassen, sogar zu fördern, dafür aber einen sicheren Rahmen zu schaffen, der vor gravierenden Fehlern und Überforderungen schützt. Dabei geht es nicht nur um die Bewahrung vor physischen Gefahren, wie sie in handlungsintensiven Fächern wie dem Sportunterricht oder technischen Fächern wie dem Chemie, Physik- und Technikunterricht entstehen können, sondern auch um die psychische Gesundheit im kommunikativen Umgang in der Lerngemeinschaft. Ziel ist die allmähliche Übernahme einer Selbstsicherung und die Entlassung in die Lebenstüchtigkeit, die von der Außenwelt gefordert wird.

### Prinzip der Systematik und Konsequenz
Professionelles Unterrichten ist kein planloses Tun. Es ist vielmehr systematisch auf das Erreichen eines Unterrichtsziels ausgerichtet (Prinzip  Zielorientierung). Dies manifestiert sich in einem durchdachten, aber flexibel zu handhabenden Stundenaufbau, der den realen Ablauf der Lernvorgänge berücksichtigt und die vorgeplanten Abläufe gegebenenfalls modifiziert (Prinzip der Problemorientierung).
Die Zielorientierung wiederum darf nicht ins Leere laufen, sondern muss sich konsequenterweise einer Schlusskontrolle des Erreichten unterziehen. Diese unverzichtbare Maßnahme wird in der Didaktik auch als „Prinzip der Erfolgssicherung“ bezeichnet: Eine effektive Erfolgssicherung leistet eine möglichst objektive Bestandsaufnahme des Lernerfolgs, die sich an den Zielvorgaben messen lassen muss. Soll- und Ist-Zustand müssen in eine bestmögliche Annäherung gebracht werden. Nur wenn sichergestellt ist, dass die ersten Zielvorgaben auch tatsächlich erreicht sind, kann das weitere didaktische Vorgehen sinnvoll geplant werden.
Systematik und Konsequenz des Unterrichtens erfordern eine Rückmeldung der Lernfortschritte für Lehrende wie Lernende. Sie manifestiert sich im „Prinzip der Erfolgsbestätigung“. Die Erfolgsbestätigung ist ein wichtiger Bestandteil des Lehrens und Lernens. Die Erkenntnisse der Lernpsychologie zeigen, dass der Lernerfolg erheblich von den emotionalen, besonders aber den sachlich differenzierten Rückmeldungen bestimmt wird. Dem Lernenden werden Rückmeldungen über den Erfolg oder Misserfolg seiner Lernprozesse vermittelt, um weitere Lernerfolge anzubahnen. Diese sollten nach der Unterrichtslehre möglichst substantiiert, konkret und sachbezogen sein und sich nicht in Superlativen und Allgemeinplätzen wie („toll“, „Spitze“, „WOW“ etc.) der Lehrkraft erschöpfen. Die Erfolgsbestätigung hat vor allem die Funktion, Auskunft über den aktuellen Lernstand zu geben, den weiteren Lernprozess zu bestimmen und die Lernbereitschaft zu erhalten bzw. zu verbessern. Hierzu dienen in erster Linie die sachlichen Auskünfte. Aber auch die subjektiven Einflussmaßnahmen wie die gerechte Verteilung von Lob und Tadel bestimmen Arbeitsklima und Lernwillen.

### Prinzip der Aktualität
Schulischer Unterricht vollzieht sich gewollt weitestgehend als Schonraumlernen und kommt damit dem „Prinzip Sicherheit“ entgegen. Er soll sich dabei jedoch nicht von den außerschulischen Realitäten abkoppeln und Ereignisse und Erlebnisse der gesellschaftlichen Wirklichkeit immer wieder in das Unterrichtsgeschehen einbeziehen. Dies geschieht etwa im sogenannten Realraumlernen bei Exkursionen und dem Aufsuchen von außerschulischen Lernorten. Das Tagesgeschehen hat neben historischen Erkenntnissen Raum einzunehmen in den Lernprozessen. Schüler- und Schulprobleme dürfen nicht obrigkeitsmäßig geregelt, sondern müssen zum Gegenstand lebendiger unterrichtlicher Auseinandersetzung und Aufarbeitung gemacht werden.

### Prinzip der Kind-/ Schülerorientierung
Dieses Unterrichtsprinzip berücksichtigt die beiden fundamentalen Erlebnisweisen des Heranwachsenden als Individual- und Sozialwesen, die beide ausgelebt und ausgebildet werden wollen. Als einmalige Individualität bringt das Kind eigene Fähigkeiten und Interessen mit. In der Sozialisation lernt es andererseits, seine Position in einem sozialen Verbund zu finden und sich in sein soziales Umfeld und die Gesellschaft zu integrieren.
Von der Aufgabenbeschreibung des Lehrers her gilt das „Prinzip der Schülerorientierung“ oder „Prinzip der Kindorientierung“, formelhaft „abholen, wo es steht“. Es will die Individualität und Anerkennung der Personalität des Schülers in allen Bereichen des Unterrichts besonders herausstellen. Das betrifft die Form des Umgangs, die gegenseitige Achtung der Würde sowie die offene und vertrauensvolle Partnerschaft. Sabine Ragaller unterscheidet für den Grundschulbereich drei Aspekte der „Kindorientierung“:
- Die Wesensmerkmale des Grundschulkindes, sein Kindsein, ernst nehmen
- Die Individualität (Biografie, Interessen, Bedürfnisse) jedes Kindes anerkennen
- Die gegenwärtige Lebenssituation der Kinder (Veränderte Kindheit, Lebens- und Interessenswelt heutiger Kinder) berücksichtigen.

Schülerorientierung heißt auch, dass die Zielauswahl, Inhaltsbestimmung und Methodengestaltung des Unterrichts auf die Schüler ausgerichtet ist und sie im angemessenen Rahmen die Möglichkeit zur Mitbestimmung haben. Die unterrichtsbezogenen Planungen sollen an den Erfahrungen, Bedürfnissen, Vorwissen, Ausgangslage, Interessen und Erwartungen der einzelnen Schüler ausgerichtet sein.
Mit der Schülerorientierung eng verbunden ist das methodisch verstandene Prinzip der Differenzierung. Es nimmt die Individualität des einzelnen Kindes und seine speziellen Bedürfnisse in den Focus. Differenzierung bedeutet die Auflösung des heterogenen Klassenverbandes zugunsten homogener Gruppen in Bezug auf die Leistungsfähigkeit oder Interessen der Schüler. Differenzierung geht im Extremfall bis zur „Passung“ oder „Individualisierung“. Man hofft hierdurch, den einzelnen Schüler besser bei seinem jeweiligen Entwicklungsstand abholen zu können.
Die Differenzierung hat eine lange schulische Geschichte. So boten schon Schulen des griechischen Altertums verschiedene Bereiche an, denen man sich nach eigenen Fähigkeiten zuwenden konnte. Im Mittelalter rückte man, unabhängig vom Alter, nach Prüfung der Kenntnisse in bestimmte Abteilungen vor. Während Comenius dem entgegen für die Bildung von Jahrgangsklassen eintrat, setzte sich in der Reformpädagogik unter anderem Maria Montessori für individualisierende Verfahren mit dem Ziel der „Selbstbildung“ ein.
Unterschieden werden können die innere Differenzierung bzw. die Binnendifferenzierung (innerhalb des Klassenverbands Differenzierung bezüglich Schwierigkeitsgrad, Art des Lernangebots, Zusatzangebote) und die äußere Differenzierung, welche interschulisch die Differenzierung durch Schulart oder intraschulisch die jeweilige Schulstruktur bezeichnet.

## Partiell geltende didaktische Prinzipien

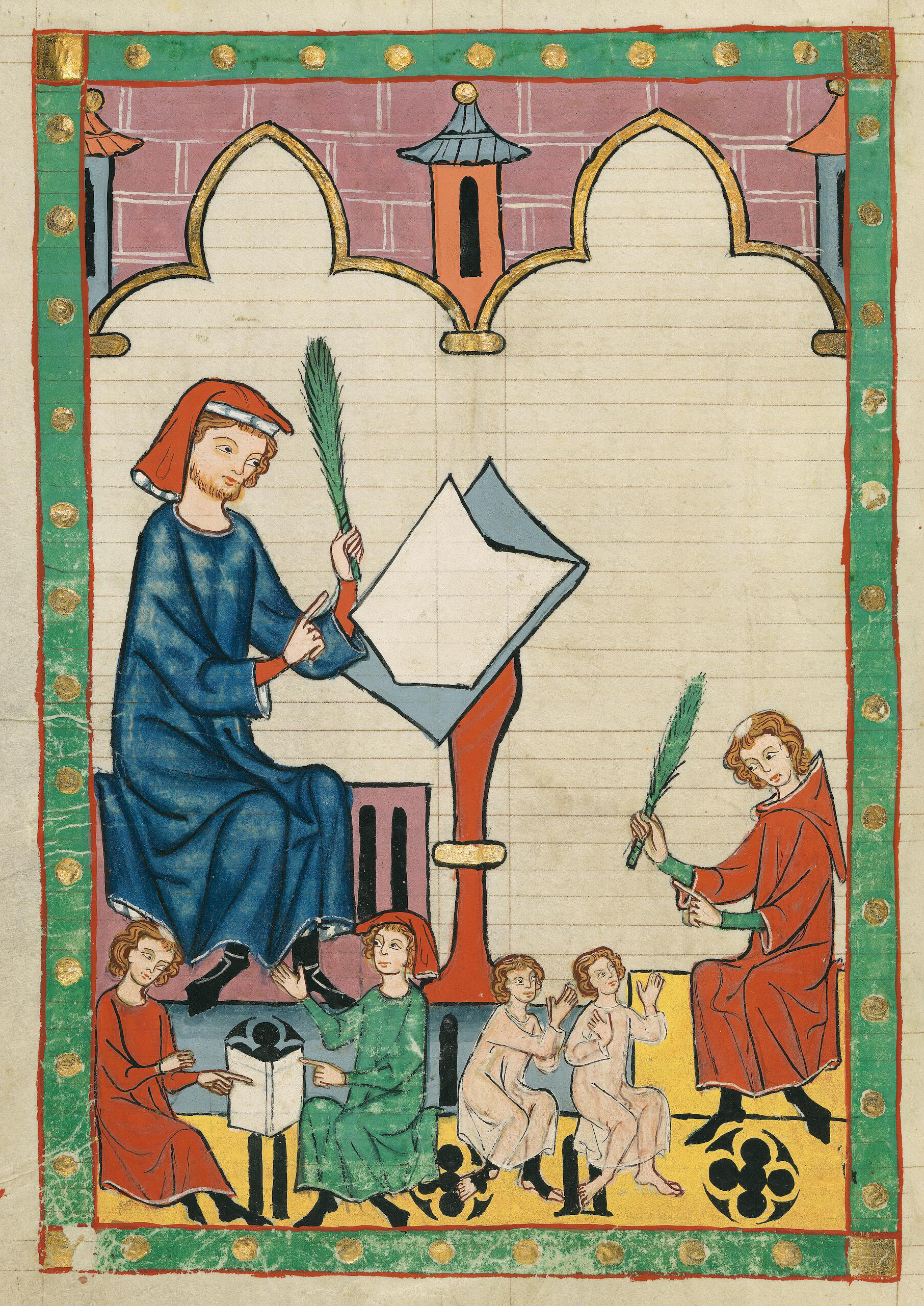
Der Lehrer als Zuchtmeister, Darstellung aus dem Codex Manesse (ca. 1305–1340)

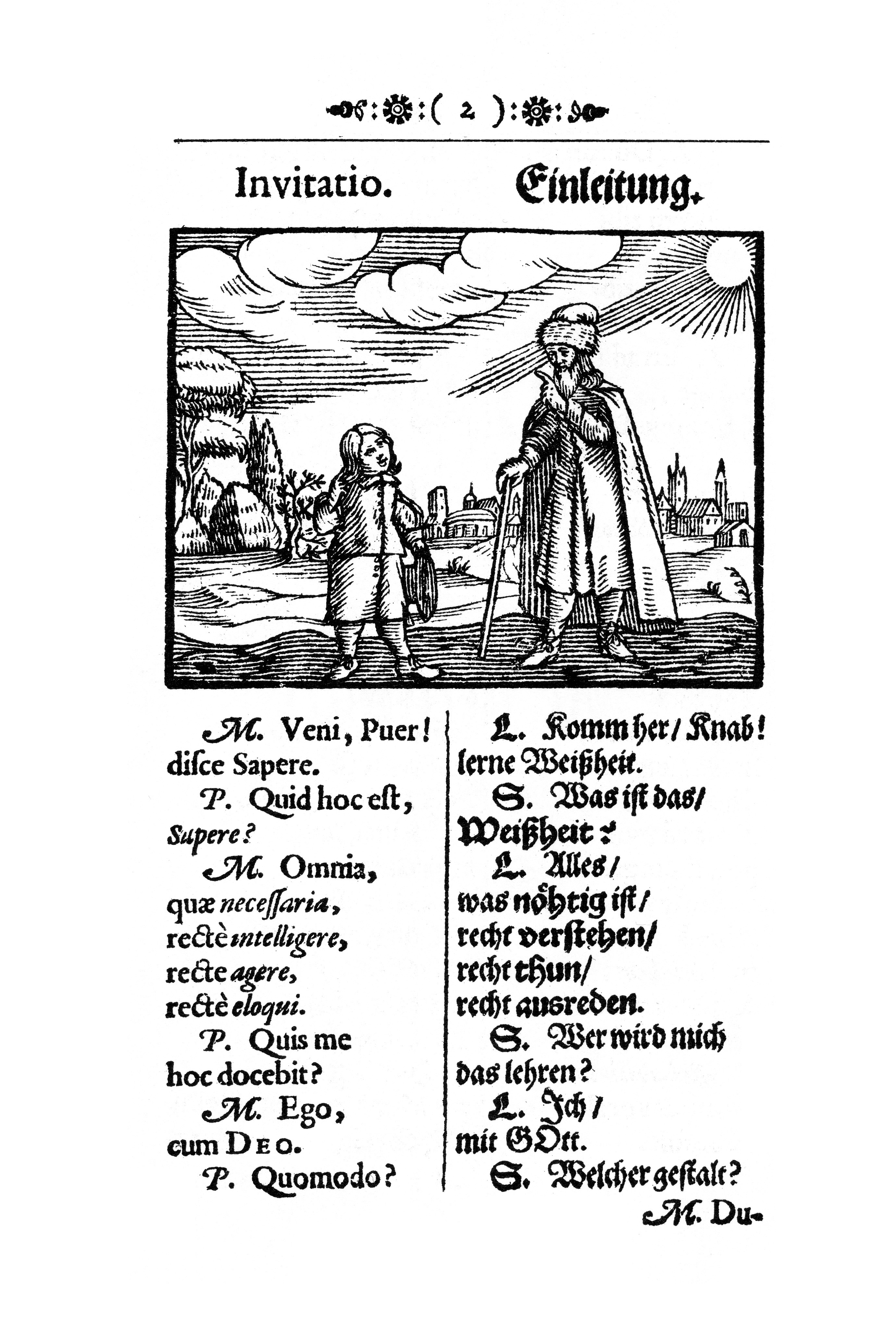
Partnerschaftliche Lerngemeinschaft, Illustration aus dem 17. Jh. zu Comenius (Orbis sensualium pictus)

Umstritten und daher nur partiell oder regional gültig sind „Prinzipien“, die bestimmte Denkvorgaben machen und (einseitig) politische, religiöse, ideologische Gesinnungsausrichtungen propagieren. So gelten unter diktatorischen Regimen, in demokratischen Gesellschaften, in einer islamischen Medresse, in einer christlichen Schule, in einer Allgemeinbildenden Schule, in einer speziell ausgerichteten Privatschule, in einer Regelschule oder Alternativschule jeweils andere (vor allem inhaltlich unterschiedliche) Prinzipien, die weltanschaulich oder pädagogisch einen bestimmten Einfluss auf die Geisteshaltung der Lernenden nehmen wollen.
Aber auch historisch lassen sich unterschiedliche „Pädagogische Prinzipien“ ausmachen:
So sah noch Johann Wolfgang von Goethe  den Lehrer als „Zuchtmeister“ und setzte seiner Selbstbiografie entsprechend den altgriechischen Leitspruch voraus Ὁ μὴ δαρεὶς ἄνθρωπος οὐ παιδεύεται (Ho mä dareis anthropos ou paideuetai ‚Der nicht geschundene Mensch ist nicht erzogen‘). Doch schon bei Platon und bei den Weisheitslehrern der verschiedenen alten Kulturen gab es auch die partnerschaftliche Lerngemeinschaft ohne Zwang und Drill auf der Basis einer Bewerbung und Berufung zum Schüler.

## Internationale Diskussion
In den USA gehören die „Nine Events of Instruction“ von Robert Gagné zu den bekanntesten Ansätzen zur Unterrichtsplanung.

## Kritische Rezeption
Die Kritik an den verschiedentlich vertretenen Unterrichtsprinzipien erreicht eine große Bandbreite. Sie präsentiert sich dabei oft als gegenläufig und widersprüchlich. So prangern die einen terminologische Unschärfen, andere eine ideologische Überfrachtung an. Vom wissenschaftlichen Standpunkt aus werden sie gelegentlich als zu praxisbezogen kritisiert und geraten in den Verdacht zu starker Reglementierung bzw. Normierung des Unterrichts. Bisweilen erreichen die kritischen Vorwürfe einen polemischen Charakter: Sie werden als Fingerzeig auf Mängel benutzt, z. B. das Prinzip der Aktivierung als Kritik am „verkopften“ (zu sehr vom Intellekt beherrschten) Unterricht oder das gegenseitige Ausspielen von „Schülerzentriertem Unterricht“ und „Lehrerzentriertem Unterricht“.
Unterrichtsprinzipien werden deshalb in neuerer Zeit mehr formal auf die Strukturierung und Gestaltung von Unterricht beschränkt. Sie sollen auch nicht als Vorschriften, sondern als Richtlinien für pädagogisch-didaktische Entscheidungen betrachtet werden, die lediglich eine wünschenswerte Ausrichtung skizzieren. Ihre Gültigkeit ist allgemein und betrifft sämtliche Erziehungsbereiche und Schulfächer, alle Altersstufen und Schularten.
Im Laufe der Selbstfindung der Pädagogik haben sich vor allem die einstmals polemisch formulierten Akzentsetzungen als einseitig erwiesen. Mit ihrer teilweisen Berechtigung integrieren sie sich heute in die Gesamtschau als einander ergänzende Teilaspekte eines Mehrdimensionalen Lehrens und Lernens und einer methodisch und organisatorisch abwechslungsreichen, auf die unterschiedlichen Lernziele und Lernfähigkeiten ausgerichteten Unterrichtslehre. Einseitige Unterrichtskonzepte, soweit sie noch – etwa in privaten Einrichtungen – praktiziert werden, entsprechen nicht mehr dem Forschungsstand der Zeit und der allgemeinen Unterrichtspraxis. Sie präsentieren sich als „Außenseiterpädagogik“.
Kritik am formalen Charakter der Prinzipien (meist von inhaltlich-ideologisch interessierter Seite geäußert) geht insofern fehl, als die Prinzipien genau diese – ideologiefreie – Rahmenvorgabe für einen guten Unterricht geben wollen. Sie sollen einen allgemeinen Konsens auf didaktisch-wissenschaftlicher Basis und nicht auf der Grundlage einer bestimmten Ideologie ermöglichen. Kritik wird weithin als berechtigt angesehen, wenn ideologisch einseitige Maßstäbe als „Prinzipien“ vorgegeben und bestimmte religiöse, politische oder gesinnungsmäßige Präferenzen fixiert werden sollen. Kontroverse Vorstellungen zu „Lehrerdominanz“ oder „Schülerdominanz“, „Inklusion oder Förderschule“, „Koedukation“ oder „geschlechtsspezifische Erziehung“ eignen sich zwar für eine argumentgetragene sachliche Diskussion, nicht aber für eine didaktische Prinzipiensetzung.